# Белоцветник весенний
Белоцве́тник весе́нний (лат. Leucójum vérnum) — вид растений рода Белоцветник семейства Амариллисовые.
Синонимы:
- Galanthus vernus (L.) All., 1785
- Nivaria verna (L.) Moench, 1794
- Erinosma verna (L.) Herb., 1837

## Морфологическое описание
Многолетнее луковичное растение.

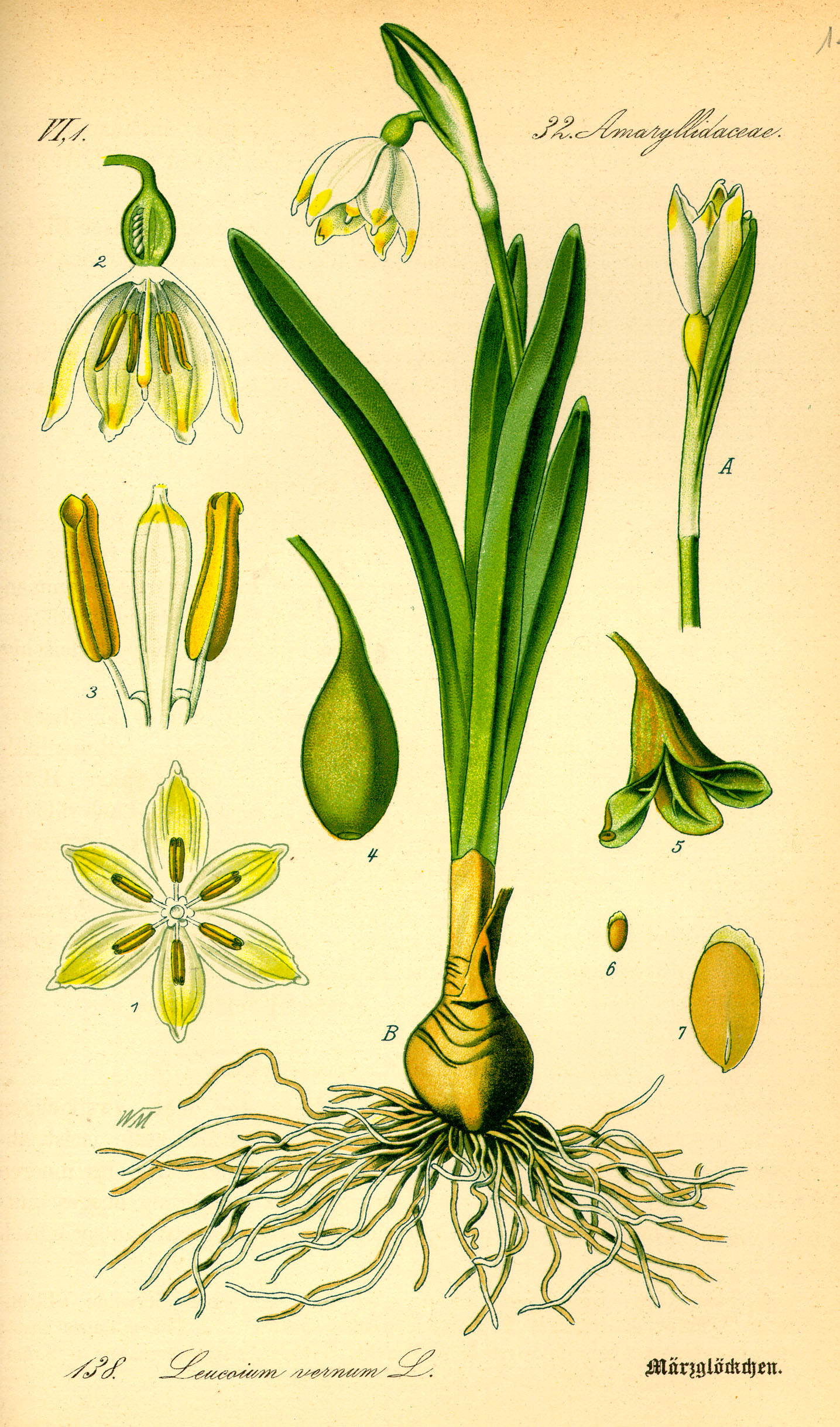

Луковица многолетняя (два годичных цикла), яйцевидная, многовершинная, туникатная, со светло-коричневыми наружными чешуями, диаметром 2—2,5 см и 3—3,5 см высотой.
Корни довольно толстые, многолетние, отмирают частично, с той частью донца, на которой они возникли.
Листья прикорневые, линейные, 12—15 см длиной и 1,5 см шириной, блестящие, ярко-зелёные; появляются одновременно с цветками, после цветения вырастают до 30 см и отмирают в середине лета.
Цветонос безлистный 12—15 (35) см длиной, слегка уплощённый. На верхушке цветонос несёт зонтиковидное соцветие из одного, реже двух поникающих цветков. Кроющий лист цветка (соцветия) размещается в основании.
Цветки на длинных цветоножках, белые, с приятным запахом. Околоцветник ширококолокольчатый, без коронки, все 6 чашелистиков околоцветника одинаковые, до 25 мм длиной, с небольшим зелёным или жёлтым пятном на верхушке.
Цветёт в апреле — мае.
Плод — трёхгнёздная мясистая, почти шаровидная коробочка с многочисленными семенами. Семена созревают в середине июня.
Диплоидный набор хромосом — 20, 22, 24.

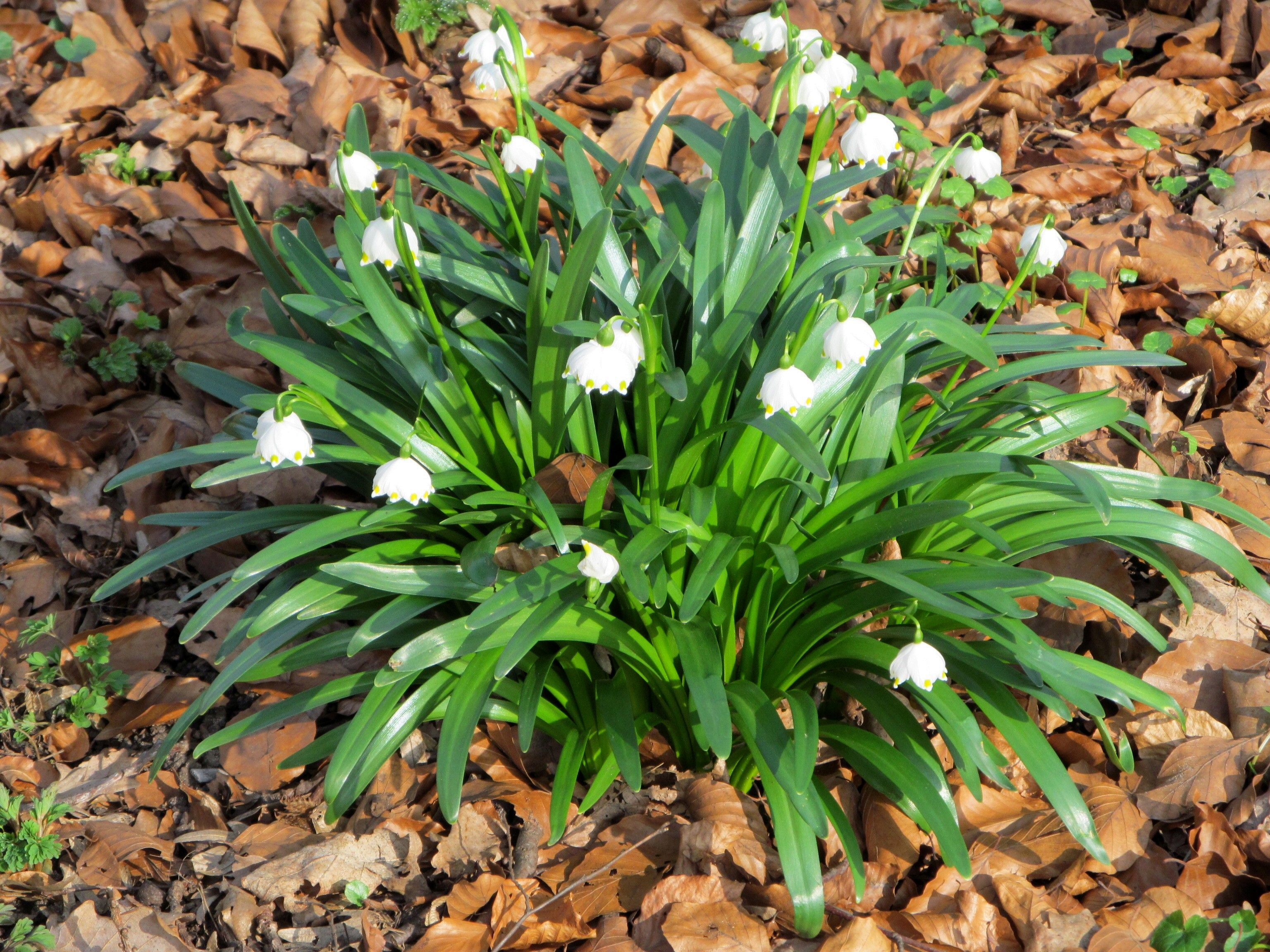
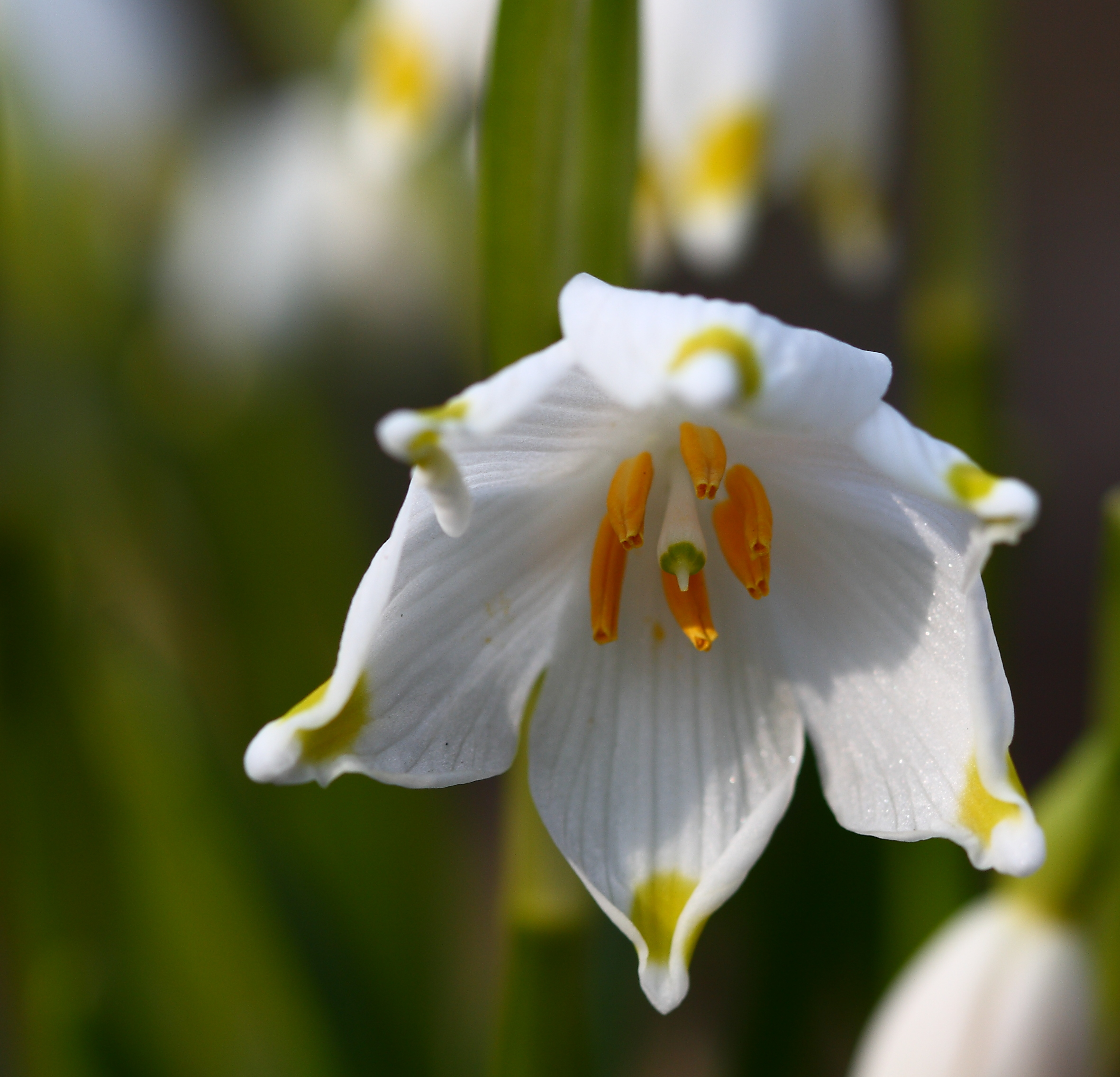
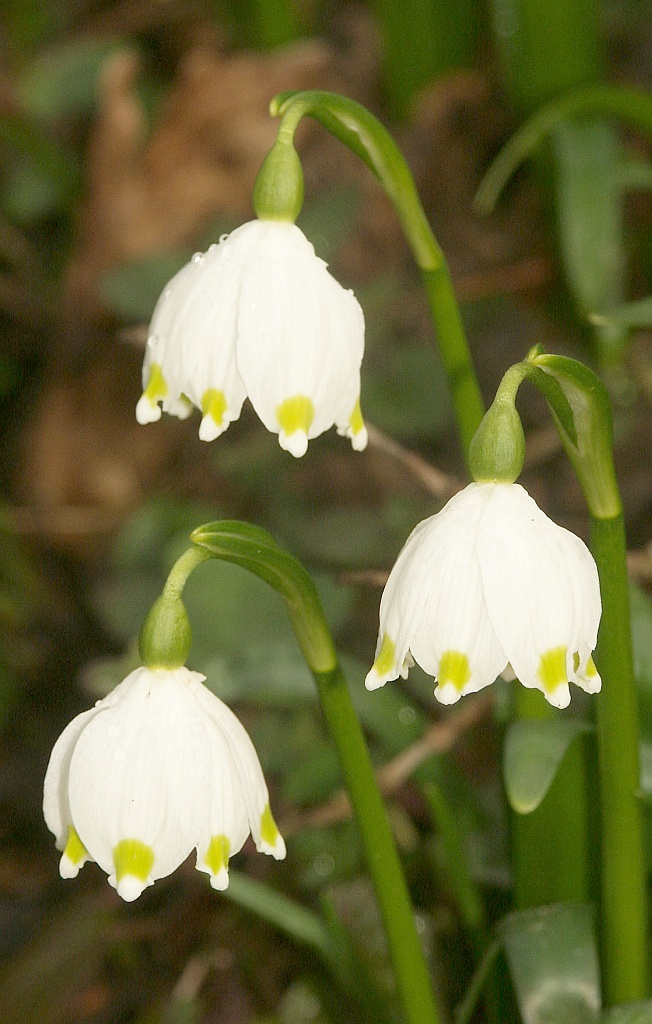
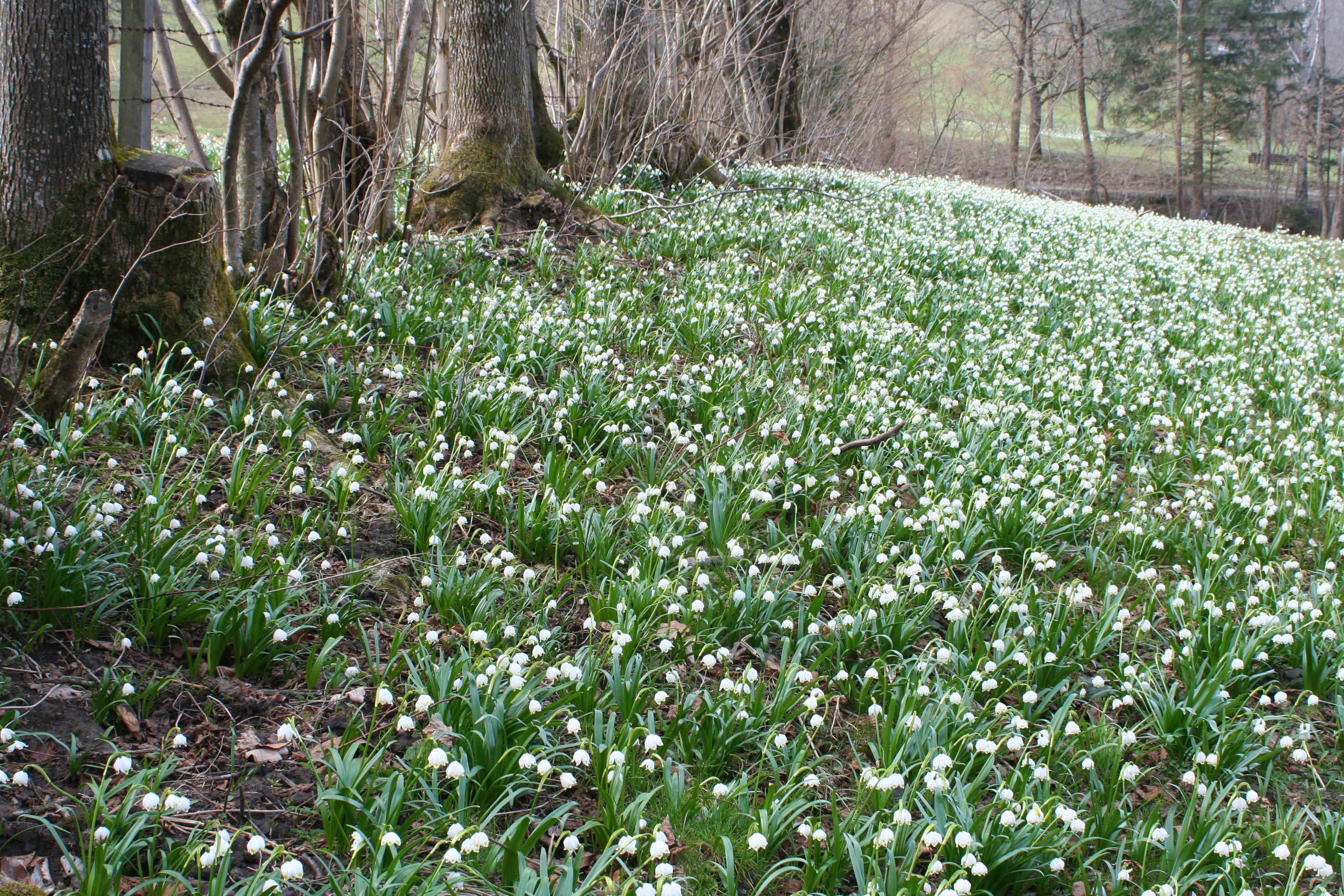

## Географическое распространение
Общее распространение — Центральная и часть Южной Европы.
Натурализовался в странах с развитой цветоводческой культурой: Англии, Дании, Голландии. В России — в культуре встречается до таёжной зоны.

## Биологические особенности
Белоцветник весенний — гемиэфемероид.

## Экология и фитоценология
Растёт по опушкам букового леса и на открытых местах от нижнего до субальпийского пояса гор Центральной Европы, включая Закарпатскую область(Украина), а также по опушкам лиственных лесов Львовской области (Украина).
Способен удерживаться в местах прежней культуры в старых парках.

## Хозяйственное значение
В растении содержится алкалоид галантамин, который используется для лечения ряда болезней нервной системы.

### Садовое применение
Белоцветник весенний — ценное декоративное растение.
В культуре с 1420 года. Используется для групповых посадок, в альпинариях и рокариях (тень). Как и большинство луковичных, пригоден в качестве горшечной культуры и для срезки. В воде цветки сохраняют свои декоративные качества в течение 8—10 дней.

## Упоминание в культуре
В ГДР в 1969 г. была выпущена марка с изображением белоцветника весеннего в серии «Охраняемые растения».
Белоцветник весенний изображён на гербе немецкого города Эттенштат, так как это растение расцветает весной в большом количестве в лесу вблизи города и является его достопримечательностью.